# Georgina García Pérez
Georgina García Pérez (Barcelona, 13 de mayo de 1992), conocida como Georgina y apodada El Huracán, es una jugadora de tenis española. Ha ganado un título de dobles de nivel WTA además de 12 títulos individuales y 17 de dobles en el circuito ITF. El 5 de noviembre de 2018 alcanzó su mejor ranking individual hasta ese momento, que era el 124 del mundo. En enero de 2020, alcanzó el mejor puesto en el ranking de dobles, el número 71 del mundo. Es la jugadora con el servicio más rápido en la historia del tenis femenino, llegando a sacar a 220 km/h.

## Trayectoria
García ya corría por las pistas de tenis con dos años y empezó a jugar en 1997, con cinco años. Se retiró de las pistas en 2011 tras padecer mononucleosis, sufrir una lesión de rodilla y pasar por una difícil situación económica por el enorme desembolso de dinero que requiere ser jugadora de tenis en las categorías inferiores.Aprovechó para estudiar Psicología.

### 2014 - 2016
En 2014, tras estar tres años sin pisar una pista de tenis por motivos personales, Georgina volvió al circuito con ganas renovadas. Solo unos meses después de su re-debut, logró sus primeros títulos como profesional. Durante 2015 logró dos títulos ITF de 10.000$, en Monzón y en Portugal. García sumó otros tres títulos individuales de la ITF y cuatro títulos más en el circuito de dobles, lo que le llevó a debutar en el circuito WTA en la Copa Colsanitas 2016 en Bogotá, Colombia. Participó en dobles formado pareja con Laura Pous Tió, enfrentándose en primera ronda a Nicole Melichar y Rebecca Peterson que les superaron.

### 2017
En 2017 participó por primera vez en un Grand Slam disputando la fase previa de Wimbledon. Cayó en tres sets ante la tenista estadounidense Sachia Vickery. Durante el verano de 2017, una lesión en la muñeca le obligó estar inactiva. A finales de ese mismo año, volvió a las pistas con la intención de sumar los puntos necesarios para jugar la previa del Open de Australia y se quedó a solo una semana de poder entrar al ganar el torneo de Pune, en India.

### 2018
En 2018 la tenista estrenó la temporada en el torneo ITF 60.000$ de Adrezieux, en Francia, donde logró el título más importante de su carrera hasta entonces al derrotar en la final a la ex-Top100 holandesa Arantxa Rus por un marcador de  6-2 6-0. La semana después de dicho título, Georgina fue convocada a la Copa Fed por primera vez en su carrera. La llamó la recién elegida capitana del Equipo de Fed Cup de España, Anabel Medina, para jugar una eliminatoria de la Copa Fed (llamada Copa Federación de Tenis hasta 1995). En el choque ante Italia, durante los días 10 y 11 de febrero, disputó el partido de dobles ganando a la pareja italiana junto a María José Martínez.
Tras superar la fase previa en el torneo de nivel WTA de Budapest, al lograr remontar en los partidos ante Naomi Broady y la vetarana ex- Top10 Patty Schnider, García jugó su primer cuadro final de un torneo WTA cayendo en dos sets (2-6 y 4-6) ante la serbia Aleksandra Krunic. En su segundo partido de la fase de clasificación, llamó la atención al sacar a 220 km/h siendo este el saque más rápido en la historia del tenis femenino donde casi aniquila a su oponente, si bien la WTA no dio por buena la verificación pese a ser en un partido televisado y la ha invitado a repetir la hazaña en un Gran Slam.
En el mismo torneo, en la modalidad de dobles, conquistó su primer título WTA junto a su compañera, la tenista húngara Fanny Stollár. Ganaron en un partido duro, con remontada incluida durante el supertiebreak, a la pareja número 1 del cuadro formada por la sueca Johanna Larsson y la belga Kirsten Flipkens.
En mayo, un par de meses después de su primer título WTA, volvió a disputar de nuevo otra final en la modalidad de dobles del torneo de Rabat, en Marruecos. Fue con la misma pareja, la húngara Fanny Stollár, y cayeron en esta ocasión ante la rusa Anna Blinkova y la rumana, especialista de dobles, Raluca Olaru. 
Después del buen inicio de temporada, recibió una tarjeta de invitación (WC - Wild Card) para jugar por primera vez en el cuadro principal del Mutua Madrileña Madrid Open. Disputó su encuentro de primera ronda ante la jugadora croata Donna Vekic con la que finalmente perdió 6-2 6-4.
En junio, logró superar la fase previa de Roland Garros y alcanzó su primera victoria en un Gran Slam tras derrotar a la eslovena Dalila Jakupović. Esta victoria le llevó a disputar la segunda ronda ante la favorita, número 2 y ganadora este mismo año del Open de Australia, la danesa Caroline Wozniacki, con la que terminó perdiendo por 6-1 6-0.
En julio, no pudo disputar la previa de individuales en Wimbledon por faltarle pocos puntos, pero si lo hizo en dobles junto con su compañera húngara Fanny Stollár. Ganaron su primer partido de dobles de un torneo de Gran Slam al derrotar a la luxemburguesa Mandy Minella y la letona Anastasija Sevastova, si bien cayeron en segunda ronda ante la norteamericana Nicole Melichar y la checa Kveta Peschke, que terminaron siendo finalistas del torneo de dobles.
En agosto,hizo su primera aparición en el Abierto de Estados Unidos (US Open). Accedió a la fase de clasificación llegando a la tercera y última ronda dónde no pudo superar a la checa Marie Bouzková. En septiembre, por primera vez, jugó un cuadro final de la WTA en Quebec sin pasar por la fase previa. Logró su primera victoria ante una Top100 al derrotar en primera ronda a la rusa Evgenia Rodina.

### 2019
Tras los éxitos cosechados en 2018, en 2019 inició la temporada con una fisioterapeuta personal que le acompañará durante este año. En febrero, fue convocada para jugar en el equipo de la Copa Federación por tercera vez en su carrera. En esta ocasión debutó en partido de individuales y ganó a Misaki Doi, tenista número 1 de Japón y ex-Top30 mundial. Dio a España el empate 1-1, tras la derrota de Sara Sorribes en el primer partido de la eliminatoria. De nuevo salió tras la derrota de Silvia Soler y con la victoria sobre Nao Hibino mantuvo vivas las opciones de España en el definitivo partido de dobles. También jugó este desempate junto a María José Martínez. La victoria de la pareja dio la clasificación a España para jugar el play-off de ascenso al grupo mundial de la Copa Federación. Con estas tres victorias, Georgina García Pérez hizo historia al ser la primera jugadora española en sumar los 3 puntos en su debut en el individual.
Ya en abril, Georgina fue convocada de nuevo para la eliminatoria de la Copa Federación que enfrentó a España con Bélgica por el ascenso al grupo mundial. Posteriormente, repitió final de dobles en el WTA de Rabat, Marruecos, al igual que en 2018, esta vez junto a la georgiana Oksana Kalashnikova. 
En el siguiente tramo de temporada, siguió destacando más en la modalidad de dobles, en los que levantó 2 nuevos trofeos. Un W25 en Portugal junto a Cristina Bucșa, y el W100 de Contrexville, en Francia, de nuevo junto a Oksana Kalashnikova.
Tras una segunda mitad de temporada un tanto irregular, finalizó el año de la mejor manera posibile en la disciplina de dobles, ganando un nuevo título junto a Sara Sorribes lo que sería su primer WTA 125k en Limoges, Francia. Este título la impulsaría hasta su mejor ranking histórico hasta la fecha, la 88 mejor raqueta mundial.

### 2020
Empezaría la primera semana del año estrenando nuevo mejor ranking en la categoría de dobles siendo ya la 84 mejor raqueta mundial. 
Disputó por primera vez el Abierto de Australia en la categoría de dobles, llegando a segunda ronda.
En el mes de septiembre, jugaría varios torneos individuales con un espectacular 17-2 (Victorias-derrotas) en los que ganaría 2 nuevos títulos ITF y regresar al top200 mundial en individuales.

## Títulos WTA (1; 0+1)

### Dobles (1)
| Leyenda                    |
| Grand Slam (0)             |
| Juegos Olímpicos (0)       |
| WTA Tour Championships (0) |
| Premier Mandatory (0)      |
| Premier 5 (0)              |
| Premier (0)                |
| International (1)          |

| N.º | Fecha                 | Torneo   | Superficie | Pareja        | Oponentes en la final            | Resultado        |
| --- | --------------------- | -------- | ---------- | ------------- | -------------------------------- | ---------------- |
| 1.  | 25 de febrero de 2018 | Budapest | Dura (i)   | Fanny Stollár | Kirsten Flipkens Johanna Larsson | 4-6, 6-4, [10-3] |

#### Finalista (2)
| N.º | Fecha             | Torneo | Superficie    | Pareja              | Oponentes en la final             | Resultado |
| --- | ----------------- | ------ | ------------- | ------------------- | --------------------------------- | --------- |
| 1.  | 4 de mayo de 2018 | Rabat  | Tierra batida | Fanny Stollár       | Anna Blinkova Ioana Raluca Olaru  | 4-6, 4-6  |
| 2.  | 3 de mayo de 2019 | Rabat  | Tierra batida | Oksana Kalashnikova | María José Martínez Sara Sorribes | 5-7, 1-6  |

## WTA 125K Series

### Dobles: 1
| Núm. | Fecha                   | Torneo  | Superficie    | Pareja        | Adversarias                               | Puntuación |
| ---- | ----------------------- | ------- | ------------- | ------------- | ----------------------------------------- | ---------- |
| 1.   | 22 de diciembre de 2019 | Limoges | Dura (Indoor) | Sara Sorribes | Ekaterina Alexandrova Oksana Kalashnikova | 6-2 7-6    |

## Títulos ITF

### Individual (12)
| Torneos de $100,000 |
| Torneos de $80,000  |
| Torneos de $60,000  |
| Torneos de $25,000  |
| Torneos de $15,000  |
| Torneos de $10,000  |

| N.º | Fecha                    | Torneo                   | Superficie | Oponentes                  | Resultado       |
| --- | ------------------------ | ------------------------ | ---------- | -------------------------- | --------------- |
| 1.  | 20 de abril de 2015      | Ponta Delgada, Portugal  | Dura       | Kelly Versteeg             | 6-2, 6-1        |
| 2.  | 11 de mayo de 2015       | Monzón, España           | Dura       | Cristina Sánchez Quintanar | 6-4, 6-2        |
| 3.  | 22 de agosto de 2016     | Bükfürdő, Hungría        | Arcilla    | Gabriela Pantůčková        | 6-3, 6-0        |
| 4.  | 31 de octubre de 2016    | Casablanca, Marruecos    | Arcilla    | Fatma Al-Nabhani           | 6-4, 3-6, 6-2   |
| 5.  | 19 de noviembre de 2016  | Rabat, Marruecos         | Arcilla    | Fatma Al-Nabhani           | 6-3, 2-6, 6-1   |
| 6.  | 12 de febrero de 2017    | Hammamet, Túnez          | Arcilla    | Jil Teichmann              | 7-5, 6-2        |
| 7.  | 14 de mayo de 2017       | Monzón, España           | Dura       | Marie Bouzková             | 6-1, 6-3        |
| 8.  | 21 de mayo de 2017       | La Bisbal, España        | Arcilla    | Estrella Cabeza Candela    | 6-2, 0-6, 6-4   |
| 9.  | 16 de diciembre de 2017  | Pune, India              | Dura       | Katy Dunne                 | 6-4 7-5         |
| 10. | 28 de enero de 2018      | Andrezieux Francia       | Indoor     | Arantxa Rus                | 6-2 6-0         |
| 11. | 13 de septiembre de 2020 | Figueira da Foz Portugal | Dura       | Beatriz Haddad Maia        | 6(10)-7 7-5 6-4 |
| 12. | 4 de octubre de 2020     | Oporto Portugal          | Dura       | Francisca Jorge            | 1-6 6-4 6-3     |

### Dobles (17)
| Torneos de $100,000 |
| Torneos de $80,000  |
| Torneos de $60,000  |
| Torneos de $25,000  |
| Torneos de $15,000  |
| Torneos de $10,000  |

| N.º | Fecha                    | Torneos                          | Superficie            | Pareja                    | Oponentes                            | Resultado           |
| --- | ------------------------ | -------------------------------- | --------------------- | ------------------------- | ------------------------------------ | ------------------- |
| 1.  | 5 de septiembre de 2011  | Madrid, España                   | Tierra batida         | Rocío De La Torre Sánchez | Kiki Bertens Elyne Boeykens          | 5-7, 6-4, 6-2       |
| 2.  | 10 de noviembre de 2014  | Casablanca, Marruecos            | Tierra batida         | Olga Parres Azcoitia      | Tea Faber Silvia Njiric              | 6-2, 6-4            |
| 3.  | 17 de noviembre de 2014  | Casablanca, Marruecos            | Tierra batida         | Olga Parres Azcoitia      | Manisha Foster Lisa Sabino           | 1-6, 7-6(2), [10-7] |
| 4.  | 11 de mayo de 2015       | Monzón, España                   | Dura                  | Olga Parres Azcoitia      | Başak Eraydın Francesca Stephenson   | 6-4, 6-2            |
| 5.  | 8 de julio de 2016       | Budapest, Hungría                | Tierra batida         | Ema Burgić Bucko          | Lenka Kunčíková Karolína Stuchlá     | 6-4, 2-6, [12-10]   |
| 6.  | 22 de agosto de 2016     | Bükfürdő, Hungría                | Tierra batida         | Fanny Stollár             | Dalma Gálfi Réka Luca Jani           | 6-3, 7-6(4)         |
| 7.  | 29 de agosto de 2016     | Barcelona, España                | Tierra batida         | Andrea Gámiz              | Alice Matteucci Jil Teichmann        | 6-2, 7-5            |
| 8.  | 26 de septiembre de 2016 | Clermont-Ferrand, Francia        | Dura (i)              | Olga Sáez Larra           | Manon Arcangioli Silvia Njirić       | 6-2, 3-6, [10-2]    |
| 9.  | 15 de abril de 2017      | Santa Margherita di Pula, Italia | Tierra batida         | Bernarda Pera             | Cristiana Ferrando Camilla Rosatello | 6-4, 6-3            |
| 10. | 7 de mayo de 2017        | Lleida, España                   | Tierra batida         | Andrea Gámiz              | Vera Lapko Aleksandrina Naydenova    | 6-1, 4-6, [10-8]    |
| 11. | 14 de mayo de 2017       | Monzón, España                   | Dura                  | Andrea Gámiz              | Sofia Shapatava Valeriya Strakhova   | 6-3, 6-4            |
| 12. | 22 de diciembre de 2017  | Navi Mumbai, India               | Dura                  | Diana Marcinkevica        | Tamara Zidanšek Pranjala Yadlapalli  | 6-0, 6-1            |
| 13. | 7 de abril de 2019       | Obidos, Portugal                 | Carpet                | Cristina Bucșa            | Sofia Shapatava Emily Webley-Smith   | 7-5 7-5             |
| 14. | 7 de abril de 2019       | Contrexville, Francia            | Tierra batida         | Oksana Kalashnikova       | Anna Danilina Eva Wacanno            | 6-3 6-3             |
| 15. | 4 de agosto de 2019      | Bad Gastein, Alemania            | Tierra batida         | Sara Sorribes             | Marina Melnikova Ksenia Lastukova    | 6-3 6-1             |
| 16. | 27 de octubre de 2019    | Szekesfehervar, Hungría          | Tierra batida, Indoor | Fanny Stollár             | Nina Potocnik Nika Radisic           | 6-1 7-6(4)          |
| 17. | 3 de noviembre de 2019   | Asunción, Paraguay               | Tierra batida         | Andrea Gámiz              | Conny Perrin Anna Danilina           | 6-4 3-6 10-3        |